# Local Natives
Local Natives (tidligere Cavil at Rest) er et amerikansk indieband, baseret i Los Angeles. Bandet blev grundlagt i 2008 og udgav debutpladen Gorilla Manor i 2010.
Bandets medlemmer havde i 2006 forinden under navnet Cavil at Rest udgivet albummet Orion Way.

## Diskografi

### Albums

#### Studiealbums
| Gorilla Manor                                                                     | - Released: November 2, 2009 (UK) February 16, 2010 (US) - Label: Infectious, Frenchkiss | 160 | 47 | 51 | —  | —  | 72  | —  | —  | 30 |
| Hummingbird                                                                       | - Released: January 29, 2013 - Label: Infectious, Frenchkiss                             | 12  | 4  | 23 | 91 | 32 | 60  | 56 | 58 | 6  |
| Sunlit Youth                                                                      | - Released: September 9, 2016 - Label: Loma Vista, Infectious, Hostess                   | 23  | 8  | 86 | 92 | —  | 165 | —  | —  | —  |
| Violet Street                                                                     | - Released: April 26, 2019 - Label: Loma Vista                                           | —   | —  | —  | —  | —  | —   | —  | —  | —  |
| "—" denotes a recording that did not chart or was not released in that territory. |                                                                                          |     |    |    |    |    |     |    |    |    |

### EPs
| Titel                        | Detaljer                                                        |
| ---------------------------- | --------------------------------------------------------------- |
| Sour Lemon                   | - Released: October 23, 2020 - Label: Loma Vista                |
| Music from the Pen Gala 1983 | - Released: November 20, 2021 - Label: Loma Vista               |
| ICYMI: CSLMI                 | - Released: April 26, 2022 - Label: UME - Global Clearing House |

#### Livealbums
| Titel          | Detaljer                                         | Højeste hitlisteplacering |
| Titel          | Detaljer                                         | US Indie                  |
| -------------- | ------------------------------------------------ | ------------------------- |
| iTunes Session | - Released: November 5, 2013 - Label: Frenchkiss | 39                        |

### Singler
| "Sun Hands"                                                                       | 2009 | —  | — | —  | —  | —  | —  | —  |              | Gorilla Manor     |
| "Camera Talk"                                                                     | 2009 | —  | — | —  | —  | —  | —  | 94 |              | Gorilla Manor     |
| "Airplanes"                                                                       | 2010 | —  | — | —  | —  | —  | 24 | 52 |              | Gorilla Manor     |
| "Wide Eyes"                                                                       | 2010 | —  | — | —  | —  | —  | 31 | —  |              | Gorilla Manor     |
| "Who Knows Who Cares"                                                             | 2010 | —  | — | —  | —  | —  | —  | —  |              | Gorilla Manor     |
| "World News"                                                                      | 2010 | —  | — | —  | —  | —  | —  | —  |              | Gorilla Manor     |
| "Breakers"                                                                        | 2012 | —  | — | 38 | —  | —  | 43 | 50 |              | Hummingbird       |
| "Heavy Feet"                                                                      | 2013 | —  | — | —  | 74 | —  | —  | 54 |              | Hummingbird       |
| "You & I"                                                                         | 2013 | —  | — | —  | —  | —  | —  | 30 |              | Hummingbird       |
| "Ceilings"                                                                        | 2013 | —  | — | —  | —  | —  | —  | 56 |              | Hummingbird       |
| "Past Lives"                                                                      | 2016 | —  | — | —  | —  | —  | —  | —  |              | Sunlit Youth      |
| "Villainy"                                                                        | 2016 | —  | — | —  | —  | —  | —  | —  |              | Sunlit Youth      |
| "Fountain of Youth"                                                               | 2016 | —  | — | —  | —  | —  | —  | —  |              | Sunlit Youth      |
| "Coins"                                                                           | 2016 | —  | — | —  | —  | —  | —  | —  |              | Sunlit Youth      |
| "Fountain of Youth (live)"                                                        | 2016 | —  | — | —  | —  | —  | —  | —  |              | 30 Days, 50 Songs |
| "Ultralight Beam"                                                                 | 2016 | —  | — | —  | —  | —  | —  | —  |              | Non-album singles |
| "I Saw You Close Your Eyes"                                                       | 2017 | —  | — | —  | —  | —  | —  | —  |              | Non-album singles |
| "The Only Heirs"                                                                  | 2017 | —  | — | —  | —  | —  | —  | —  |              | Non-album singles |
| "When Am I Gonna Lose You"                                                        | 2019 | 5  | 7 | 17 | —  | 45 | —  | —  |              | Violet Street     |
| "Café Amarillo"                                                                   | 2019 | —  | — | —  | —  | —  | —  | —  |              | Violet Street     |
| "Tap Dancer"                                                                      | 2019 | —  | — | —  | —  | —  | —  | —  |              | Violet Street     |
| "Megaton Mile"                                                                    | 2019 | —  | — | —  | —  | —  | —  | —  |              | Violet Street     |
| "Nova"                                                                            | 2019 | —  | — | —  | —  | —  | —  | —  |              | Non-album singles |
| "Dark Days" (featuring Sylvan Esso)                                               | 2020 | 18 | — | —  | —  | —  | —  | —  | - RIAA: Gold | Non-album singles |
| "Francesca" / "Weekends" (with Classixx)                                          | 2020 | —  | — | —  | —  | —  | —  | —  |              | Non-album singles |
| "Statues in the Garden (Arras)"                                                   | 2020 | —  | — | —  | —  | —  | —  | —  |              | Sour Lemon        |
| "Lemon" (featuring Sharon Van Etten)                                              | 2021 | —  | — | —  | —  | —  | —  | —  |              | Sour Lemon        |
| “Desert Snow” / “Hourglass”                                                       | 2022 | —  | — | —  | —  | —  | —  | —  |              | Non-album singles |
| "Just Before the Morning"                                                         | 2022 | 16 | — | —  | —  | —  | —  | —  |              | Non-album singles |
| "—" denotes a recording that did not chart or was not released in that territory. |      |    |   |    |    |    |    |    |              |                   |

## Eksterne links
- Officiel hjemmeside
- Local Natives på Allmusic
- Local Natives på Discogs
- Local Natives på MusicBrainz
- Local Natives på Last.fm
- Local Natives på Myspace
- Local Natives på SoundCloud

| Musikgruppe | Spire Denne artikel om en amerikansk musikgruppe er en spire som bør udbygges. Du er velkommen til at hjælpe Wikipedia ved at udvide den. |